# Manu Bennett
Jonathan Manu Bennett (ur. 10 października 1969 w Rotorua) – australijski aktor filmowy i telewizyjny.

## Życiorys

### Wczesne życie
Urodził się w Nowej Zelandii jako syn australijskiej modelki Jean (w 1985 zginęła w wypadku samochodowym) i nowozelandzkiego wokalisty. Rodzina przeniosła się do Australii, gdy miał kilka miesięcy. Wychował się głównie w Sydney i Newcastle. W 1986 powrócił do Nowej Zelandii, gdzie uczęszczał do maoryskiej szkoły z internatem Te Aute College. Po powrocie do Australii został wybrany do szkolnej drużyny rugby. Uczęszczał także na zajęcia tańca współczesnego, baletu klasycznego i gry na fortepianie. Na uniwersytecie w Australii studiował taniec, muzykę i dramat, a później uczył się aktorstwa w Lee Strasberg Theatre Institute w Los Angeles.

### Kariera

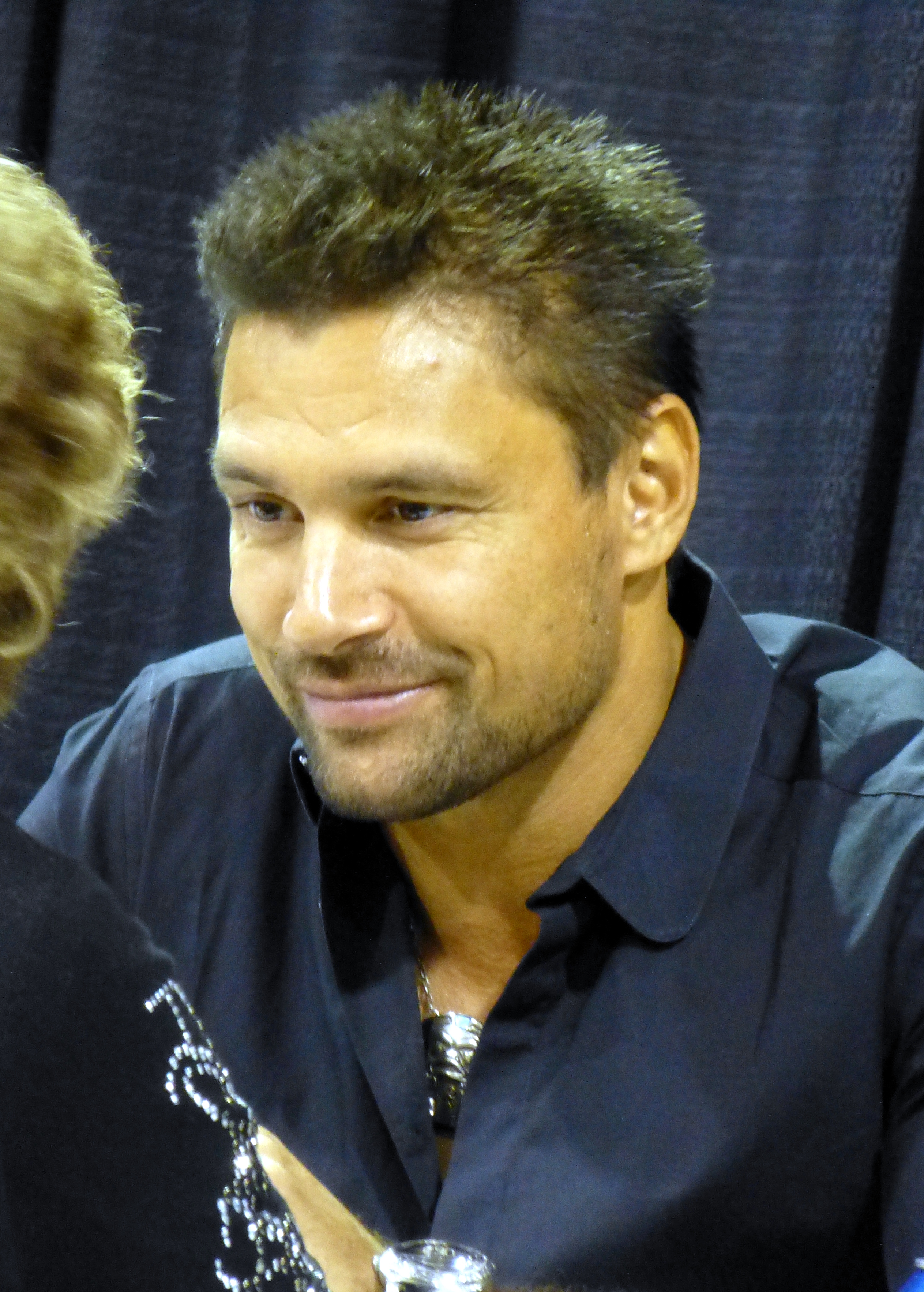
Jonathan Manu Bennett (2013)

Profesjonalną karierę aktorską zaczął w roku 1993. Debiutował na ekranie jako Kirk Barsby w operze mydlanej Rajska plaża (Paradise Beach, 1993). W 1996 zagrał tytułową rolę gajowego Olivera Mellorsa w sztuce Kochanek lady Chatterley, opartej na powieści D.H. Lawrence'a pod tym samym tytułem, w reżyserii Roberta Chutera. Występował potem w małych rolach w australijskich serialach, m.in. grał Josepha Lipinskiego w Szczury wodne (Water Rats, 1996–1997).
Wystąpił w spektakularnych scenach pojedynku z największymi współczesnymi gladiatorami z popularnej areny wrestlingu WWE: z Johnem Ceną w dramacie sensacyjno-przygodowym W cywilu (The Marine, 2006) i ze Stone'em Coldem Steve'em Austinem w thrillerze sensacyjnym Potępiony (The Condemned, 2007). W serialu Spartakus (Spartacus, 2010–2013) zagrał Kriksosa, mistrza Kapui.
W 2012 otrzymał rolę Azoga w ekranizacji Hobbit: Niezwykła podróż (The Hobbit: An Unexpected Journey).

## Filmografia

### Filmy fabularne
| Rok  | Tytuł                                                                  | Rola               |
| ---- | ---------------------------------------------------------------------- | ------------------ |
| 1998 | The Violent Earth                                                      | Wanatcha Duvalier  |
| 2001 | Lantana                                                                | Steve Veldez       |
| 2006 | W cywilu (The Marine)                                                  | Bennett            |
| 2007 | Potępiony (The Condemned)                                              | Paco               |
| 2007 | 30 dni mroku (30 Days of Night)                                        | Deputy Billy Kitka |
| 2011 | Sinbad i Minotaur (Sinbad and The Minotaur)                            | Sinbad             |
| 2012 | Hobbit: Niezwykła podróż (The Hobbit: An Unexpected Journey)           | Azog               |
| 2013 | Hobbit: Pustkowie Smauga (The Hobbit: The Desolation of Smaug)         | Azog               |
| 2014 | Hobbit: Bitwa Pięciu Armii (The Hobbit: The Battle of the Five Armies) | Azog               |

### Seriale TV
| Rok       | Tytuł                                                       | Rola            |
| --------- | ----------------------------------------------------------- | --------------- |
| 1993      | Rajska plaża (Paradise Beach)                               | Kirk Barsby     |
| 1996–1997 | Szczury wodne (Water Rats)                                  | Joseph Lipinski |
| 1998      | Cena życia (All Saints)                                     | Darren          |
| 1999      | Władca zwierząt (BeastMaster)                               | Terron Leader   |
| 2000      | Xena: Wojownicza księżniczka (Xena: Warrior Princess)       | Marek Antoniusz |
| 2000–2001 | Shortland Street                                            | Jack Hewitt     |
| 2001      | Head Start                                                  | Dom             |
| 2001      | Street Legal                                                | Matt Urlich     |
| 2002      | Mataku                                                      | John            |
| 2003      | Going Straight                                              | Manu Bennett    |
| 2008      | The Strip: Śledczy z Gold Coast (The Strip)                 | Brandon Bell    |
| 2010–2013 | Spartakus (Spartacus)                                       | Kriksos         |
| 2011      | Spartakus: Bogowie areny (Spartacus: Gods of the Arena)     | Kriksos         |
| 2010      | Bikie Wars: Brothers in Arms                                | Sunshine        |
| 2011      | The Eye of the Storm                                        | Col             |
| 2012      | Spartakus: Zemsta (Spartacus: Vengeance)                    | Kriksos         |
| 2013      | Spartakus: Wojna potępionych (Spartacus: War of the Damned) | Kriksos         |
| 2013–2015 | Arrow                                                       | Slade Wilson    |
| 2016      | Kroniki Shannary (The Shannara Chronicles)                  | Allanon         |